# La Cañada Flintridge (Kalifornija)
La Cañada Flintridge je grad u američkoj saveznoj državi Kalifornija. Prema popisu stanovništva iz 2010. u njemu je živjelo 20.246 stanovnika.